# 批发银行
批发银行是一个相对于零售银行的概念，属于金融领域的名词。
西方银行业将银行业务分为零售银行业务（Retail Banking ）和批发银行业务（Wholesale Banking）。批发银行业务的主要客户对象是大企业、事业单位和社会团体，其一般涉及金额较大。
《英汉国际金融大词典》对批发银行（Wholesale Banking）的解释為：「批发银行业务是指银行之间巨额款项的借入与贷出，区别于银行与其顾客之间以传统方式构成的零售银行业。」